# Chokampati
Chokampati fou un estat tributari protegit del tipus zamindari, al districte de Tinnevelli a la presidència de Madras. Antigament era molt important però al llarg del segle XIX es va dividir en 18 subestats per vendes del seu titular. La capital era Chokampati a 9° 7′ 33″ N, 77° 21′ 48″ E / 9.12583°N,77.36333°E amb una població de 5.945 habitants el 1881.